# NGC 6181
NGC 6181 (другие обозначения — UGC 10439, MCG 3-42-20, ZWG 109.31, IRAS16301+1955, PGC 58470) — спиральная галактика с перемычкой (SBc) в созвездии Геркулес.
Этот объект входит в число перечисленных в оригинальной редакции «Нового общего каталога».
В галактике вспыхнули:
- сверхновая SN 1951I[пол.], её пиковая видимая звездная величина составила 15,7[4].
- сверхновая SN 1926B Её пиковая видимая звёздная величина составила 14,8[4].